# Passeren
Passeren (Circinus) er et stjernebillede på den sydlige himmelkugle.